# Manakin à cornes rouges
Ceratopipra cornuta
Espèce
Statut de conservation UICN

 LC  : Préoccupation mineure
Le Manakin à cornes rouges (Ceratopipra cornuta) est une espèce de passereaux de la famille des Pipridae.
Cet oiseau peuple les tépuis.